# Helmut Brüchner
Helmut Brüchner (* 22. März 1921 in Dresden; † 2007 in Regensburg) war ein deutscher Möbelunternehmer und Gründer der Möbel-Brüchner Helmut Brüchner GmbH & Co. KG. Er gehörte nach dem Zweiten Weltkrieg zu den Wirtschaftspionieren in Regensburg und erwarb sich später mit seinem Möbelunternehmen den Ruf als „ostbayerischer Möbelkönig“.

## Leben
Brüchner wurde 1940 zur Wehrmacht eingezogen und 1940 und geriet bei Kriegsende in sowjetische Kriegsgefangenschaft. 1945 wurde er bei Eger aus dieser entlassen und wohnte zunächst in Weiden i.d.Opf. bei einem Kriegskameraden.

### Möbel-Brüchner Helmut Brüchner GmbH & Co. KG
Von Weiden aus ging er mittellos nach Regensburg und begann mit einer kleinen Schreinerei in Hainsacker.
Nach und nach entstanden in mehreren bayerischen Städten insgesamt 16 Möbelhäuser, darunter Straubing, Hof/Saale und Ingolstadt. Insgesamt wuchs das Unternehmen, dessen Stammhaus am Regensburger Donaumarkt beheimatet war, auf 400 Mitarbeiter in 16 Möbelhäusern auf. Seinen Plan, am Donaumarkt ein Geschäftshaus zu bauen, verwarf er, nachdem dort über den Bau einer Stadthalle nachgedacht wurde, und verkaufte 1989 sein komplettes Unternehmen.
1995 wurde der Sitz seines früheren Möbelunternehmens von Regensburg nach Bayreuth verlegt. Das Gelände am Donaumarkt ist heute als „Brüchner-Areal“ geläufig. Im früheren Regensburger Möbelhaus am Donaumarkt befand sich bis Ende 2011 ein Trödelmarkt. Es wurde 2012 abgerissen; 2018 wurde dort das Museum der Bayerischen Geschichte eröffnet.

### Privates
Aus der Ehe mit seiner 1992 verstorbenen Frau gingen zwei gemeinsame Töchter hervor.

## Auszeichnungen
- 1986: Matthäus-Runtinger-Medaille der Stadt Regensburg[6]
- 1988: Bundesverdienstkreuz 1. Klasse[1]
- 1991: Bayerischer Verdienstorden (verliehen am 4. Juli 1991)